# Inundacions del Nil

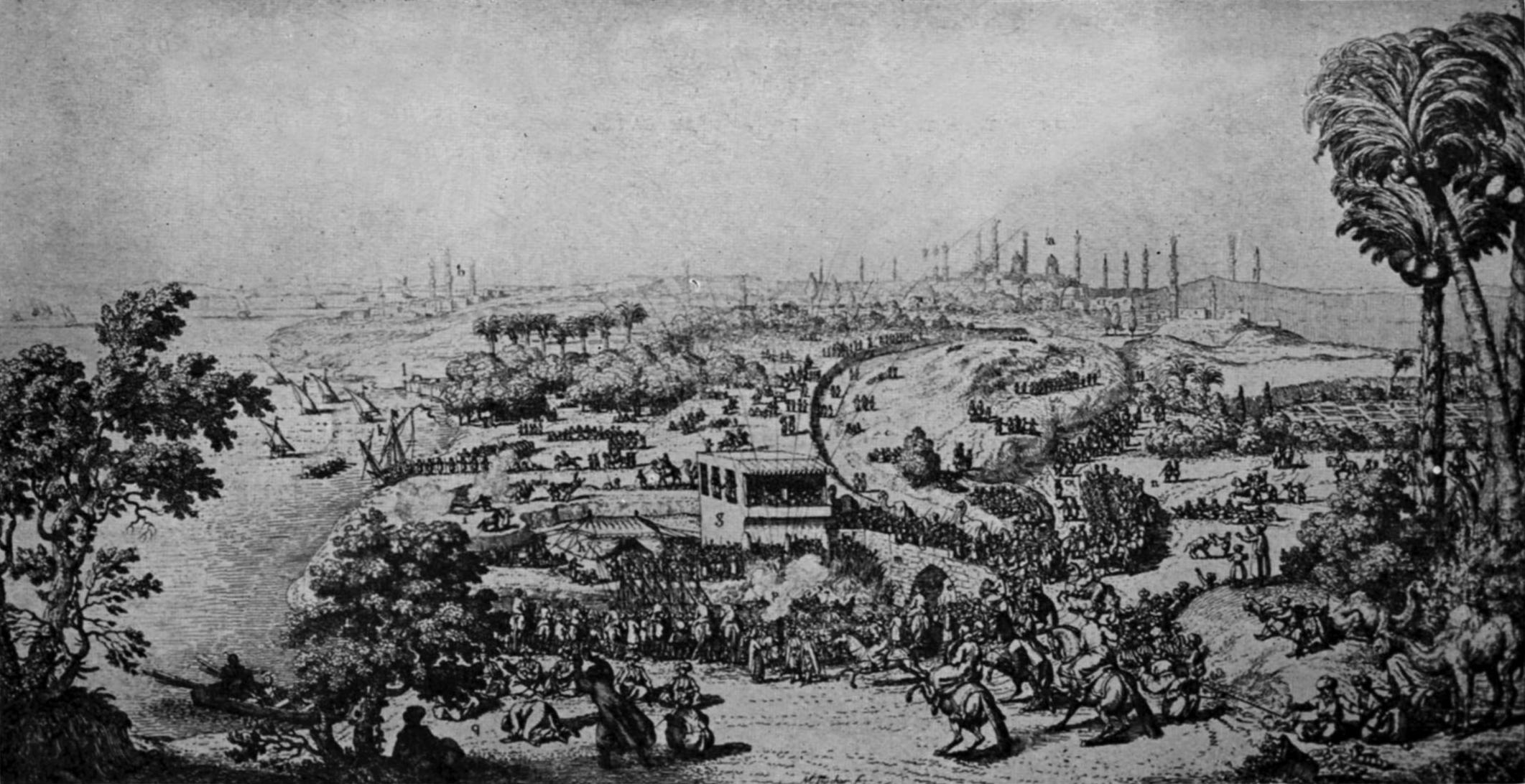
El festival del riu Nil descrit en Voyage d'Egypte et de Nubie de Frederic Louis Norden

Les inundacions del Nil (àrab: وفاء النيل, wafāʾ an-Nīl) han estat un cicle natural important a Egipte des de temps antics. Les inundacions són celebrades pels egipcis amb unes vacances, conegudes amb el nom de wafà an-Nil de dues setmanes i que comencen el dia 15 d'agost. L'esdeveniment també és celebrat per l'Església Ortodoxa Copta llançant relíquies de màrtir al riu, aquest ritual es coneix amb el nom de esba aix-xahid ('el dit del màrtir'). Els egipcis antics creien que les inundacions anuals del Nil succeïen a causa de les llàgrimes d'Isis, causades pel dolor per la mort del seu marit Osiris.

## Els cicles d'inundació
L'any egipci estava dividit a les tres estacions de Akhet (inundació), Peret (creixement) i Shemu (collita). Akhet cobria el cicle d'inundació del riu Nil. Aquest cicle era tan repetible que els egipcis mesuraven el seu inici mitjançant de la sortida helíaca de Sírius, que era l'esdeveniment clau utilitzat per definir el seu calendari.
Els primers indicis de l'augment del riu es poden veure a les cataractes del Nil (a Assuan) a principis de juny, seguit per un increment constant del cabal fins a mitjans de juliol, quan l'augment del cabal esdevé molt gran. El Nil continua augmentant de caudal fins al començament de setembre, quan el nivell que queda estacionari per un període d'aproximadament tres setmanes, de vegades una mica menys. A l'octubre augmenta un altre cop, i assoleix el seu nivell més alt. A partir d'aquest període comença a reduir el cabal, i encara que pot augmentar una mica que més i ocasionalment pot assolir el seu punt més alt, es redueix a ritme constant fins al mes de juny quan és un altre cop al seu nivell més baix. Les inundacions s'inicien una setmana abans a Assuan que al Caire, i uns 5 o 6 dies abans a Luxor. Les altures típiques de les inundacions eren de 13,7 metres a Assuan, 11,6 metres a Luxor i Tebes i 7,6 metres al Caire.

## Importància per Egipte

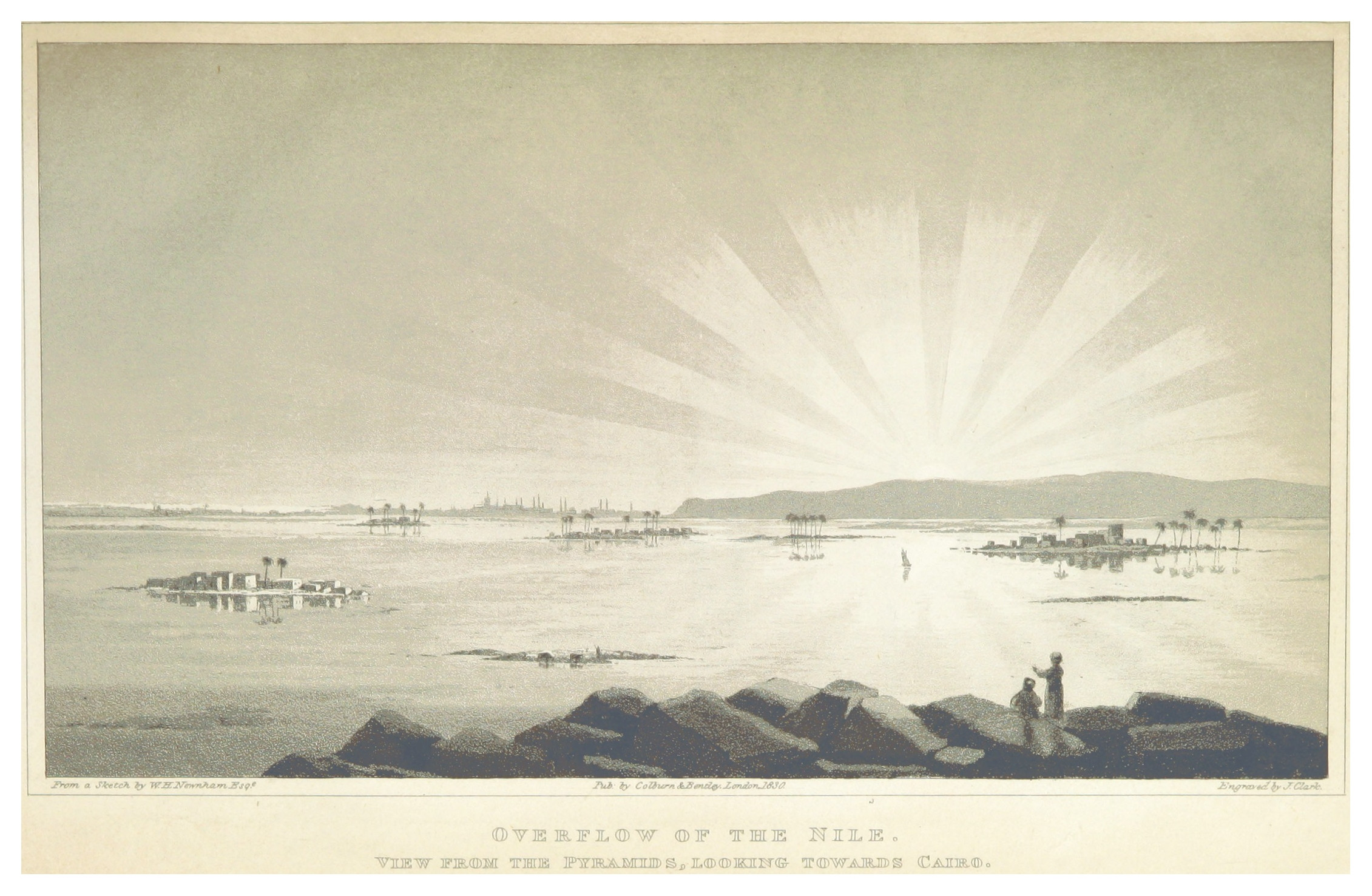
Capvespre sobre la vall del Nil inundada, prop del Caire.

Si no hagués estat pel riu Nil, la civilització egípcia no podria haver-se desenvolupat, ja que és l'única font d'aigua en aquesta regió de desert. El Nil flueix de sud a nord, fins al seu delta a la mar Mediterrània. Les inundacions succeïen anualment i les aigües estaven carregades de sediments; quan les aigües se n'anaven quedava el llim, que fertilitzava la terra. Aquest llim era imprescindible per a fer créixer les collites. Si la inundació era massa gran, aquesta podia sobre passar els dics de fang que protegeixen els pobles. Una inundació petita o el fet que no hi hages cap inundació en absolut significaven fam. Una inundació havia de ser de la intensitat correcta per tenir un bon any.
Els egipcis antics no es van adonar que la inundació era deguda a les pluges a les muntanyes del sud, i era interpretada com una avinguda anual del déu.

## Final dels cicles d'inundació
El 1970, amb la finalització de la presa d'Assuan, el cicle anual d'inundació a Egipte es va acabar. Avui en dia, els pagesos usen adobs per mantenir la terra productiva, ja que els dipòsits del llim no s'hi dipositen anualment. Les inundacions encara succeeixen per sobre de la presa, al Sudan.